# الخرانقة
قرية الخرانقة هي إحدى القرى التابعة لمركز قوص في محافظة قنا في جمهورية مصر العربية. حسب إحصاءات سنة 2006، بلغ إجمالي السكان في الخرانقة 13972 نسمة، منهم 6979 رجل و6993 امرأة.